# Wurmbea robusta
Wurmbea robusta är en tidlöseväxtart som beskrevs av Rune Bertil Nordenstam. Wurmbea robusta ingår i släktet Wurmbea och familjen tidlöseväxter. Inga underarter finns listade i Catalogue of Life.